# Loxofidonia rufescens
Loxofidonia rufescens är en fjärilsart som beskrevs av Butler 1879. Loxofidonia rufescens ingår i släktet Loxofidonia och familjen mätare. Inga underarter finns listade i Catalogue of Life.